# Ласло Поважаи
Ласло Поважаи (мађ. Povázsai László; Букурешт, 10. новембар 1937 — 21. октобар 2010) био је мађарски фудбалер који је играо на позицији нападача.

## Каријера
Поважаи је рођен у Букурешту, Румунија, али се као тинејџер преселио у Мађарску са породицом. Његов први клуб у мађарској лиги био је Чепел СЦ где је остао од 1955. до 1960. године, освојивши титулу првака Мађарске 1959. године. Поважаи је потом потписао за МТК који је тада играо у Купу сајамских градова, па је клуб требао да се појача. Његов последњи клуб био је БКВ Елере где је завршио каријеру 1970. године.
За Олимпијску репрезентацију Мађарске је одиграо пет утакмица и постигао је два гола.
Након повлачења из фудбала, тренирао је будимпештански Спартакус у сезони 1976/77.

## Достигнућа
- Прва лига Мађарске у фудбалу
  - шампион: 1958/59, 1963, јесен
  - 3.: 1960/61.
- Куп Мађарске у фудбалу (MNK)
  - победник: 1965, 1966.
  - финалиста: 1964.
- Куп шампиона (КЕШ)
  - полуфинале: 1964/65.
- Куп сајамских градова (КСГ)
  - полуфинале: 1961/62.